# El Habal
El Habal är en ort i Mexiko.   Den ligger i kommunen Mazatlán och delstaten Sinaloa, i den centrala delen av landet, 900 km nordväst om huvudstaden Mexico City. El Habal ligger 64 meter över havet och antalet invånare är 1 144.
Terrängen runt El Habal är platt. Runt El Habal är det ganska tätbefolkat, med 139 invånare per kvadratkilometer. Närmaste större samhälle är Mazatlán, 13,1 km söder om El Habal. Omgivningarna runt El Habal är en mosaik av jordbruksmark och naturlig växtlighet.